# Соту-де-Ребордойнш
Соту-де-Ребордойнш (порт. Souto de Rebordões)  —  район (фрегезия) в Португалии,  входит в округ Виана-ду-Каштелу. Является составной частью муниципалитета  Понте-де-Лима. По старому административному делению входил в провинцию Минью. Входит в экономико-статистический  субрегион Минью-Лима, который входит в Северный регион. Население составляет 1253 человека на 2001 год. Занимает площадь 7,25 км².
Покровителем района считается Иисус Христос (порт. Divino Salvador). 